# Lycostommyia atrifrons
Lycostommyia atrifrons är en tvåvingeart som beskrevs av Jason Gilbert Hayden Londt 1992. Lycostommyia atrifrons ingår i släktet Lycostommyia och familjen rovflugor. Inga underarter finns listade i Catalogue of Life.